# Tiriba-do-xingu
A tiriba-do-xingu (Pyrrhura lepida anerythra) é uma ave da ordem psittaciforme, família psittacidae e subfamília arinae,. É uma das 3 subspécies de tiriba-pérola (Pyrrhura lepida). 

## Características
Mede cerca de 24 centímetros de comprimento e pesa entre 80 e 102 gramas.
É principalmente verde no dorso e ombros, asas com extremidades azuis, marrom opaco na cauda e manchas azuis na fronte e na bochecha. Apresenta largo anel periocular branco. Tem uma barriga verde, mas tem penas marrons entre as pernas que poderiam se estender para o ventre, embora esta não seja uma condição frequente. A espécie tem coberteiras sob as asas de coloração verdes-azuladas e nenhum vermelho na curvatura da asa.